# Nazionale maschile under 20 di calcio del Ghana
La Nazionale di calcio del Ghana Under-20 è la rappresentativa calcistica del Ghana composta da giocatori Under-20 ed è affiliata alla CAF.
Nel 2009 riesce a conquistare il suo primo titolo mondiale under-20, battendo il Brasile ai rigori.

## Partecipazioni a competizioni internazionali

### Mondiali under-20
| Anno | Luogo               | Piazzamento      | V | N | P | Gol   |
| ---- | ------------------- | ---------------- | - | - | - | ----- |
| 1977 | Tunisia             | Non iscritta     | - | - | - | -     |
| 1979 | Giappone            | Non iscritta     | - | - | - | -     |
| 1981 | Australia           | Non iscritta     | - | - | - | -     |
| 1983 | Messico             | Ritirata         | - | - | - | -     |
| 1985 | Unione Sovietica    | Non qualificata  | - | - | - | -     |
| 1987 | Cile                | Squalificata     | - | - | - | -     |
| 1989 | Arabia Saudita      | Non qualificata  | - | - | - | -     |
| 1991 | Portogallo          | Non qualificata  | - | - | - | -     |
| 1993 | Australia           | Secondo posto    | 3 | 2 | 1 | 11:6  |
| 1995 | Qatar               | Non qualificata  | - | - | - | -     |
| 1997 | Malaysia            | Quarto posto     | 4 | 1 | 2 | 12:8  |
| 1999 | Nigeria             | Quarti di finale | 3 | 1 | 1 | 8:2   |
| 2001 | Argentina           | Secondo posto    | 5 | 1 | 1 | 8:5   |
| 2003 | Emirati Arabi Uniti | Non qualificata  | - | - | - | -     |
| 2005 | Paesi Bassi         | Non qualificata  | - | - | - | -     |
| 2007 | Canada              | Non qualificata  | - | - | - | -     |
| 2009 | Egitto              | Campione         | 6 | 1 | 0 | 16:8  |
| 2011 | Colombia            | Non qualificata  | - | - | - | -     |
| 2013 | Turchia             | Terzo posto      | 4 | 0 | 3 | 16:12 |
| 2015 | Nuova Zelanda       | Ottavi di finale | 2 | 1 | 1 | 5:6   |
| 2017 | Corea del Sud       | Non qualificata  | - | - | - | -     |
| 2019 | Polonia             | Non qualificata  | - | - | - | -     |
| 2023 | Indonesia           | Non qualificata  | - | - | - | -     |

## Tutte le rose

### Campionato mondiale di calcio Under-20
Campionato del mondo Under-20 19931 Owu, 2 E. Asare, 3 Nimo, 4 Baidoo, 5 I. Asare, 6 Gargo, 7 Boateng, 8 Lamptey, 9 Ahinful, 10 Mensah, 11 Duah, 12 Ollenu, 13 Akonnor, 14 Kuffour, 15 Banini, 16 Jarra, 17 Adjei, 18 Addo, CT: Osam-Duodu
Campionato del mondo Under-20 19971 Asamoah, 2 Ansah, 3 Adams, 4 Amponsah, 5 Gyan, 6 Sule, 7 Kamara, 8 Appiah, 9 Ofori-Quaye, 10 Gambo, 11 Mouktar, 12 Al Hassan, 13 Ahmed, 14 Sam, 15 Lawson, 16 Abu, 17 Issaka, 18 Ackon, CT: Oti-Akenteng
Campionato del mondo Under-20 19991 Adjei, 2 Abdul, 3 Gyan, 4 Amoako, 5 Issah, 6 Razak, 7 Abdulai, 8 Mohammed, 9 Amuzu, 10 Appiah, 11 Ansah, 12 Kingston, 13 Eku, 14 Adu, 15 Blay, 16 Boateng, 17 Ofori-Quaye, 18 Afriyie, CT: Dossena
Campionato del mondo Under-20 20011 Banahene, 2 Muntari, 3 Inusah, 4 Essien, 5 Villars, 6 Pappoe, 7 Thompson, 8 Razak, 9 Pimpong, 10 Boateng, 11 Osei, 12 Issah, 13 Obodai, 14 Mensah, 15 Paintsil, 16 Duah, 17 Owusu-Ansah, 18 Owu, CT: Afranie
Campionato del mondo Under-20 20091 Agyei, 2 Inkoom, 3 Awako, 4 Mensah, 5 D. Addo, 6 Addy, 7 Quansah, 8 Agyemang-Badu, 9 Agyemang, 10 Ayew, 11 Salifu, 12 Kassenu, 13 Rabiu, 14 Opare, 15 Boampong, 16 Dabuo, 17 Benson, 18 Osei, 19 Addae, 20 Adiyiah, 21 J. Addo, CT: Tetteh
Campionato del mondo Under-20 20131 Antwi, 2 Arkorful, 3 E. Ofori, 4 Attamah, 5 Baba, 6 Duncan, 7 Acheampong, 8 Salifu, 9 Narh, 10 Aboagye, 11 Mensah, 12 Sai, 13 Nketiah, 14 Lartey, 15 Ashia, 16 R. Ofori, 17 Assifuah, 18 Anaba, 19 Odjer, 20 Boakye, 21 Addico, CT: Tetteh
Campionato del mondo Under-20 20151 Ati-Zigi, 2 Ntim, 3 Kpozo, 4 Bempah, 5 Fobi, 6 Donsah, 7 Sa. Tetteh, 8 K. Yeboah, 9 Boateng, 10 Aboagye, 11 Attobrah, 12 Baah, 13 Atanga, 14 Aidoo, 15 Adjei, 16 Seidu, 17 Y. Yeboah, 18 Osei, 19 B. Tetteh, 20 Kasim, 21 Asmah, CT: Se. Tetteh